# Стрнадице
Стрнадице или стрнадице и амерички врапци (лат. Emberizidae) су породица птица из реда птица певачица (Passeriformes) и подреда правих птица певачица (Passeri).
Имена већине европских врста у себи садрже реч стрнадица, док имена већине северноамеричких врста у себи садрже реч врабац (амерички врапци или врапци Новог света), иако нису блиско сродне правим врапцима из Старог света (Passeridae), или реч џанко, тохи или зеба.
Таксономски третман врста из ове породице је тренутно у стању флукса. 

## Порекло
Према хипотези о јужноамеричком пореклу породице стрнадица (Emberizidae), породица је настала у Јужној Америци, одакле се проширила у Северну Америку, а одатле у Азију, одакле се проширила даље на запад у Европу и Африку. Ово би могло да објасни разлог постојања малог броја врста из ове породице у Европи и Африци у поређењу са бројем врста које постоје у Америкама. Међутим, студија заснована на ДНК секвенцирању је показала да се ова породица проширила из Северне у Јужну Америку, а не обрнуто.

## Опис
Стрнадице су мале птице, а већина врста достиже дужину од око 15 cm. Највећа врста је Абертов тохи (Melozone aberti), која достиже дужину од 24 cm, а најтежа кањонски тохи (Melozone fusca), која достиже тежину од 54 g. Врсте из Старог света обично имају смеђе перје, док неке од врста из Новог света имају живописно перје јарких боја. Многе врсте стрнадица имају специфична обележја на глави. Кљунови су им слични кљуновима зеба. 
Насељавају различита станишта, као што су шуме, мочваре, жбунаста и травната станишта. 
Хране се претежно семењем биљака, али се хране и инсектима. Одрасле птице своје птиће у великој мери хране инсектима.
Већина стрнадица прави гнезда купастог облика, а као материјал користе траве и други материјал биљног порекла. Такође, већина врста стрнадица су моногамне.

## Родови и врсте
Према Америчком Орнитолошком Друштву (од 5. 7. 2017) врапци Новог света чине посебну породицу  одвојену од породице стрнадица Emberizidae.

### Стрнадице
Резултати скорашње биохемијске студије сугеришу да су врсте из родова Melophus и Latoucheornis сродне разним врстама из рода Emberiza и да би можда требалo да буду укључене у њега.
| Род Emberiza - Велика стрнадица () - Стрнадица жутовољка () - Белоглава стрнадица () - Црногрла стрнадица () - Тибетанска стрнадица () - Стрнадица камењарка () - Годлевскијева стрнадица () - Ливадска стрнадица () - Риђолеђа стрнадица / стрнадица Јанковског () - Иранска стрнадица () - Жутолика стрнадица () - Виноградска стрнадица () - Белокапа стрнадица () - Риђогрла стрнадица () - Стрнадица покућарка () - Пругаста стрнадица () - Шеволика стрнадица () - Афричка стрнадица камењарка () - Гослингова стрнадица () - Сокотранска стрнадица () - Капска стрнадица () - Винсентова стрнадица () | - Тристрамова стрнадица () - Кестењастоуха стрнадица () - Мала стрнадица () - Жутовеђа стрнадица () - Шумска стрнадица () - Жутогрла стрнадица () - Жутогруда стрнадица () - Златогруда стрнадица () - Сомалијска стрнадица () - Смеђогуза стрнадица () - Кабанисова стрнадица () - Кестењаста стрнадица () - Црноглава стрнадица () - Црвеноглава стрнадица (Emberiza bruniceps) - Жута стрнадица () - Црнолика стрнадица () - Сива стрнадица () - Барска стрнадица () - Паласова барска стрнадица () - Јапанска тршћачка стрнадица () - Дугонога стрнадица () |

- Род 
  - Ћубаста стрнадица

- Род 
  - Шкриљчаста стрнадица


### Врапци Новог света
- Род 
  - Гараволика зеба

  - Маслинаста зеба

  - Кестењастокапа зеба

  - Зеленопруга зеба

  - Црноглава зеба

  - Костариканска зеба

  - Сијераневадска зеба

  - Перишка зеба

  - Каракашка зеба

  - Парианска зеба

  - Смеђовеђа зеба

  - Беловеђа зеба

  - Наранџастокљуна зеба

  - Црнокљуни врабац

  - Саофрансискански врабац

  - Полуогрличасти врабац

  - Златокрили врабац

  - Црнокапи врабац

  - Лимунокљуни врабац

  - Герерски врабац

- Род 
  - Зеленолеђи врабац

  - Маслинасти врабац

  - Токујски врабац

  - Црнопруги врабац

- Род 
  - Абертов тохи

  - Костарикански врабац

  - Калифорнијски тохи

  - Кањонски тохи

  - Белолики тохи

  - Рђавокруни врабац

  - Белоухи врабац

  - Белогрли тохи

- Род 
  - Зеленорепи тохи

  - Огрличасти тохи

  - Источни тохи

  - Пегави тохи

  - Бермудски тохи
[6]
- Род 
  - Риђокруни врабац

  - Оаксачки врабац

  - Рђави врабац

- Род 
  - Тумбешки врабац

  - Пругастокапи врабац

- Род 
  - Зауздани врабац

  - Црногруди врабац

  - Пругастоглави врабац

  - Циметасторепи врабац

  - Бахманов врабац

  - Ботеријев врабац

  - Касинов врабац

  - Риђокрили врабац

- Род 
  - Пругасти врабац

- Род 
  - Запатски врабац

- Род 
  - Бледи врабац

  - Бруеров врабац

  - Пољски врабац

  - Вортенов врабац

  - Црнобради врабац

- Род 
  - Вечерњи врабац

- Род 
  - Шеволики врабац

- Род 
  - Петопруги врабац

  - Црногрли врабац

- Род 
  - Невадска стрнадица

  - Белов врабац

- Род 
  - Преријска стрнадица

- Род 
  - Савански врабац

- Род 
  - Приморски врабац

  - Нелсонов врабац

  - Сланомочварни врабац

  - Леконтов врабац

  - Хенслуов врабац

  - Бердов врабац

  - Врабац скакавичар

  - Травњачки врабац

  - Златовеђи врабац

- Род 
  - Шареногруда стрнадица

- Род 
  - Сијерамадреански врабац

- Род 
  - Линколнов врабац

  - Врабац певач

  - Мочварни врабац

- Род 
  - Белокруни врабац

  - Беловрати врабац

  - Златокруни врабац

  - Риђоогрличасти врабац

  - Харисов врабац

- Род 
  - Тамнооки џанко

  - Гваделупски џанко

  - Жутооки џанко

  - Вулкански џанко

- Род 
  - Зеба белог потиљка

  - Зеба бледог потиљка

  - Боливијска зеба

  - Сивоуха зеба

  - Жутогруда зеба

  - Беловеђа зеба

  - Риђокапа зеба

  - Сантамартска зеба

  - Жутоглава зеба

  - Тамноглава зеба

  - Тробојна зеба

  - Брката зеба

  - Шкриљчаста зеба

  - Кускоанска зеба

  - Црвенокруна зеба

  - Рђотрба зеба

  - Белокрила зеба

  - Белоглава зеба

  - Бледоглава зеба

  - Риђоуха зеба

  - Зеба црних наочара

  - Апуримачка зеба

  - Окерогруда зеба

  - Жутосмеђоглава зеба

  - Тепујска зеба

  - Жутопруга зеба

  - Вилкабамбанска зеба

  - Антиокијска зеба

- Род 
  - Жутозелена зеба

  - Жутобедра зеба

- Род 
  - Зеба великих стопала

- Род  можда такође припада породици стрнадица (Emberizidae).[7]
  - Пепељастогрли танаџер

  - Златогрли танаџер

  - Обични танаџер
 (Chlorospingus flavopectus). Могуће је да су њене подврсте у ствари посебне врсте.[8][9][10]

  - Зеленожути танаџер

  - Црнобради танаџер

  - Жутобрки танаџер

  - Шкриљчастокапи танаџер

  - Мрки танаџер

  - Такаркунски танаџер


## Некада сврставани у породицу стрнадице
Следећи родови који су у прошлости сврставани у породицу стрнадице су након најновијих анализа сврстани у друге породице:

### Премештени у породицу танаџери ()
- Род
- Род
- Род
- Род
- Род
- Род
- Род
- Род
- Род
- Род
- Род
- Род
- Род
- Род
- Род
- Род
- Род
- Род
- Род
- Род
- Род
- Род
- Род
- Род
- Род
- Род
- Род
- Род
- Род
- Род
- Род
- Род
- Род
- Род
- Род

### Премештен у породицу кардинали ()
- Род

### Несигуран положај
Родови чији је положај несигуран (Incertae sedis)
- Род
- Род
- Род
- Род
- Род
- Род

### Премештени у породицу
Родови који су премештени у нову породицу Calcariidae
- Род
- Род
- Род